# Anthony Burgess
John Anthony Burgess Wilson, FRSL (/ˈbɜːrdʒəs/; ngày 25 tháng 2 năm 1917   - 22 tháng 11 năm 1993), viết truyện với bút danh Anthony Burgess, là một nhà văn và nhà soạn nhạc người Anh.
Mặc dù Burgess là chủ yếu là một nhà văn truyện tranh, tác phẩm thế giới tưởng tượng châm biếm A Clockwork Orange lại là cuốn tiểu thuyết nổi tiếng nhất của ông. Năm 1971, tác phẩm này được Stanley Kubrick chuyển thể thành một bộ phim gây tranh cãi, và Burgess nói Kubrik là lý do chính cho sự phổ biến của cuốn sách gốc ông viết. Burgess đã viết rất nhiều tiểu thuyết khác, bao gồm bộ tứ Enderby và Earthly Powers. Ông đã viết libretto và kịch bản phim, bao gồm cả loạt phim truyền hình nhỏ năm 1977 Jesus of Nazareth. Ông làm việc như một nhà phê bình văn học cho một số ấn phẩm, bao gồm The Observer và The Guardian, và viết bài nghiên cứu về các nhà văn cổ điển, đặc biệt là James Joyce. Là một nhà ngôn ngữ học linh hoạt, Burgess tham gia giảng dạy môn ngữ âm học, và đã dịch Cyrano de Bergerac, Oedipus Rex, và opera Carmen sang tiếng Anh.
Burgess cũng sáng tác hơn 250 tác phẩm âm nhạc; ông tự coi mình là một nhà soạn nhạc cũng như nhà văn, mặc dù ông thích thành công hơn nhiều trong việc viết lách.